# فرانك مكمان (رجل أعمال)
فرانك مكمان هو شخصية أعمال كندي، ولد في 2 أكتوبر 1902 في Moyie, British Columbia ‏ في كندا، وتوفي في 20 مايو 1986 في هاميلتون في برمودا.